# Oprindelige amerikanere i USA
Oprindelige amerikanere eller indfødte amerikanere i USA er folk, som er en del af Amerikas oprindelige folk, og som lever indenfor USA's moderne grænser. Disse folk består bl.a. af indianere, inuitter og algonkiner, som lever i flere forskellige stammer, bånd og etniske grupper. Mange af disse gruppers overlevelse er intakt gennem delvist suveræne nationer. Der er 2,9 mio. personer, der definerer sig som helt tilhørende oprindelige amerikanere, mens 2,3 mio. definerer sig som delvist tilhørende oprindelige amerikanere. I alt er der 5,2 mio. oprindelige amerikanere, som tilhører forskellige oprindelige amerikanske folkeslag.